# 李章宏
李章宏（1954年—），山西阳城人，汉族，中华人民共和国政治人物、第十一届全国人民代表大会山西地区代表。
毕业于山西大学马克思主义哲学专业。加入民进，担任山西晋城市副市长。2008年起担任全国人大代表。